# Lista de personagens da DC Comics
Esta é uma lista de personagens apropriados e publicados pela DC Entertainment.

## A
| - Aaron, Cavalo do Xeque-Mate - Aron Langstrom, filho do Morcego Humano. - Abade Cinzento - Abaixo de Zero - Abalador (Sthula) - Abe Crane, Torre do Xeque-Mate - Abelha (Karen Beecher-Duncan) - Abelha Rainha - I - Zazzalla - II - nome não revelado - III - Tazzala - IV – Beatriz - Abelha Vermelha - I – Richard Raleigh - II – Jenna Raleigh - Aberração (Walter Langley) - Abigail Arcano (Abigail Arcane Cable Holland) - Abigail Horton - Abin Sur - Able Crown - Abnegazar, do Trio Demoníaco. - Abner Beckerman - A Besta (Torwin Edmund Willians) - Abra Kadabra (Abhararakadhararbarakh) - Abraxis - Abrian Wahrman - Acantha - Ace Morgan (Kyle Morgan) - Ace Shanon - Ace o Bat-Cão - Acheron - Aço (John Henry Irons) - Açor (Toro Tos) - Acrata (Andrea Rojas) - Adaga - Adam Bomba - Adam Strange - Alanna Strange - Aleea Strange - Adão Negro (Teth Adam/Theo Adam) - Adão Novohomem (Johnny Barden) - Adão-Um - Adeline Kane (Adeline Wilson Kane) - Admirável - Agente Laranja - Larfleeze - Agente Liberdade (Benjamin Lockwood) - Agni, do grupo Jihad - Águia - Águia Americana - Águia Dourada (Charley Parker/Ch'al Andar) - Águia Flamejante (Lorraine Reily) - Águia Negra (Cassius Bannister) - Ahk-Ton, ver Metamorfo - Ajax, o Caçador de Marte (John Jones/J'onn J'onzz) - Alado (Wing How) - Alegria - Alérgico (Maxwell Veezey) - Alex Nero - Alexander Luthor Jr - Alexander Montez - Alfred Pennyworth (Alfred Thaddeus Crane Pennyworth) - Alice Sombria (Lori Zechlin) - Allura Zor-l - Supergirl - Zor-El - Alvo Humano (Christopher Chance) - Amalak - Amanda Waller - Amarra (Christopher Weiss) - Amazo - Amelinda (Amelinda Lopez) - Americomando - Ametista (Amy Winston) - Amígdala (Aaron Helzinger) - Amon Hakk - Amon Sur - Amos Fortuna (Amos Fortune) - Anão Branco - Anarquia - Anarquista (Simon Elis) - Anatole, da Trindade Vermelha - Ancestral - Andar Pul - Andre Blanc-Dumont, dos Falcões Negros - André Leblanc - Andrew Bennett (Eu, Vampiro) - Andróides do Professor Ivo - Andrômeda (Laurel Gand) | - Anel Energético - I – Harolds, do Sindicato do Crime da Amérika - Angstrom (Joseph Anst) - Anil (Huitzilopochtli) - Anima (Courtney Mason) - Aniquilador 171 (John Flint) - Anjo Negro - Annataz Arataz - Antaeus (Mark Antaeus) - Antagonista - Anthony Zucco - Anthro - Antimonitor - Antíope, das Amazonas de Themyscira. - Antítese - Anton Arcane - Anton Sarrok - Aparição (Tinya Wazzo) - Apoclaypse - Appa Ali Apsa - Apros, da Tropa dos Lanternas Verdes - Aqualad - I - (Garth) - II - (Kaldur'ahm) - Aquaman - I – Arthur Curry / Orin - II – Arthur Joseph Curry - Aquamaria, do Sindicato de Sangue - Aquamoça - I – Lisa Morel - II – Selena - III – Tula - IV – Lorena Marquez - Arak, o Filho do Trovão (Arak Red—Hand) - Aranha / Eu, Aranha - I – Thomas Ludlow Hallaway - II – Thomas Lucas Ludlow-Dalt - Aranha de Seda - Aranha Negra - I – Eric Needham - II – Johnny Lamonica - III – Derrick Coe - Aranha Vermelha - Arathaza (Barb Kowaleski) - Archon G'mora, da Tropa dos Lanternas Verdes - Arco Forte - Arco-Íris (Dori Aandraison) - Ardiloso - Arella (Ângela Roth) - Argenta (Anthonia Monetti) - Argus (Nick Kovak Jr) - Arion (Ahri'ahn) - Arísia, da Tropa dos Lanternas Verdes. - Arkillo, da Tropa Sinestro. - Arkkis Chumuck, da Tropa dos Lanternas Verdes - Arlequina - I – Molly Mayne - II – Duela Dent - III – Marcie Cooper - IV – nome não revelado - V – Harleen Quinzel - Armageddon - Armek - Arqueira do Sol Nascente (Lisa Yurigama) - Arqueiro Carmezim (Hector Vance) - Arqueiro Celestial - Arqueiro Verde - I – Oliver Queen - II – Connor Hawke - Arqueiro Vermelho (Roy Harper) - Arqueiro Negro (Malcom Merlyn) - Arquimago - Arquol (Jane Sperling) - Arraia Negra - Arranha-Céu - Arrasa-Quarteirão - Arremessador (Arnold Beck) - Arruaça - Arsenal - I – Nicholas Galtry - II – Roy Harper - Ártemis - I - Artemis Crock - II - Amazona de Bana-Mighdall - Artilharia (Thomas Jarred) - Arx, da Tropa dos Lanternas Verdes - Ás Arqueiro | - Ás de Espadas, da Gangue Royal Flush - I - nome não revelado - II – Derek Reston - III – Ernie Clay - Ás Inimigo (Hans Von Hammer) - Asa Mortal (Dick Grayson) - Asa Noturna - Asa Vermelha (Carrie Levine) - Ash, da Tropa dos Lanternas Verdes - Ashbury Armstrong - Ashley Zolomon - Asmodel - Assombração (Val Kaliban) - Ástron (Thom Kallor) - Atena (Minerva / Palas Atena) - Atlas - Atmos (Marak Russen) - Atoman (Heinrich Melch) - Átomo (Albert Pratt) - Atrocitus - Augusto General de Ferro (Fang Zhifu) - Aura (Lindsay Wah) - Áureo (Keith Kenyon) - Auron (Lambien de Okaara) - Aurora Manitu - Azrael - I – Jean-Paul Ludovic Valley - II - Jean-Paul Valley Jr - III - Lilhy - IV – Michael Washington Lane - V - Theo Galavan - Aztek (Uno / Curtis Falconer) - Azul Cobalto (Malcolm Thawne) - Azul Profundo (Debbie Perkins) - Azur |  |

## B
| - B'dg - B'ni - Baby Boom - Babylon (Robert Long) - Badb, do Jihad, inimigos do Esquadrão Suicida - Bala-de-Canhão (Ryan Chase) - Baleeiro - Balístico (Kelvin Mao) - Bandido Mascarado (Biff) - Bandit (Bertram Lavran) - Bandoleira dos Mil Truques (Merry Pemberton) - Bane - Banshee Prateada (Syobhan McDougal) - Barão Bedlam (Frederick DeLamb) - Baratinha Verde - Barão Besouro - Barão Blitzkrieg (Reiter) - Barão do Petróleo (Earl J. Dukeston) - Barão Domingo - Barão Morte (Barão Todlich) - Barão Negro - Barão Tyme - Barax Negro - Baronesa Blitzkrieg - Baronesa Paula Von Gunther - Barracuda (Abigail Kent) - Barragem (Karnowsky) - Bat Lash (Bartholomew Aloysius Lash) - Batalhão (Lyons), da Tropa Titã - Batedora (Viza Aziv) - Batgirl - I - Betty Kane - II - Bárbara Gordon - III - Helena Bertinelli - IV - Cassandra Cain - V - Charlotte Gage-Radcliffe - VI - Stephannie Brown - Batman - I - Bruce Wayne - II - Jean-Paul Valley - III - Dick Grayson - IV – Tim Drake - Batman do Futuro (Terry McGinnis) - Batman Ano Um (Frank Miller) - Batmirim - Bart West-Allen(Impulso/Kid Flash/Flash) - Batwoman - I – Kathy Kane - II – Mary Elizabeth “Bette” Kane, dos Titãs do Futuro - III – Kate Kane - Batzarro - Batman of Zu-en-arr - Bat-Choque - Bazuca - Bebê Gnu - Bebek - Bedlam (Matthew Stewart) - Bedovian, da Tropa Sinestro - Bekka, dos Novos Deuses - Bélico Um (Scott Sawyer) - Belphegor, dos Guardiões Globais - Benedict Asp - Beppo, o Supermacaco - Bernadeth, das Fúrias Femininas - Bertron Diib - Berzzo, da Tropa Sinestro - Besouro Azul - I – Dan Garrett - II – Ted Kord - III – Jaime Reyes | - Besouro Bisonho (Irwin Schwab) - Besouro Verde - Beth Zahar, Cavalo do Xeque-Mate - Bethany Snow - Bethany Thorne - Betty Clawman - Bibbo Bibbowski - Biff Bailey, dos Demônios do Mar - Bizarro - Blackbriar Thorn - Blackout (Farroq Gibran) - Blaquokar (Harold Foreman) - Blaster - Blaze (Angélica Blaze) - Bleez, da Tropa Sinestro - Blindado - Blindar Kleeg - Blitz (Johann Stern) - Bloko, da Legião dos Super-Heróis - Bloodwynd - I – J'onn J'onzz - II – nome não revelado - Bobo-da-Corte (Myron Victor) - Bolão (Woozie Winks) - Bolinha - Bolphunga - Bolshoi - Bomba (Lucius Funk) - Bomba Humana - I – Roy Lincoln - II – Andrew Franklin - Bomba-Relógio - Boneco de Pano - I – Peter Merkel - II – Colby Zag - III – Peter Merkel Jr - Boodikka, dos Lanternas Alfas - Borb Borbb - Bóreas (Norda Cantrell) - Borrasca (Myke Chypurz) - Brainstorm (Alex Storm) - Brainiac (Vril Dox / Milton Fine) - Brainiac 2 (Vril Dox II) - Brainiac 3 (Lyrl Dox) - Brainiac 4 - Pré-Zero Hora: Kajz Dox - Pós-Zero Hora: mãe do Brainiac 5 - Brainiac 5 (Querl Dox) - Brainiac 8 (Índigo) - Brainiac 12 - Brainiac 13 - Brasa (Andre Twist) - Brian “Sal” Arsala - Brick - Brilho (Xiang Po) - Brisa da Noite (Berta Harris) - Briscoe, do Esquadrão Suicida - Brokk, da Tropa dos Lanternas Verdes - Bruce Wayne (Batman) - Bruno Mannheim - Brutale (Guilhermo Barrera) - Bruto (Charis-Nar) - Bulldozer (Horace Eustace Canfield Nichols) - Bushido (Ryuko Orsono) - Buzz (Marcus Gaius) - Byrna Brilyante, O Homem Azul das Neves - Byth |  |

## C
| - Caçador de Marte (John Jones) - Caçadora - I - Paula Brooks - II - Helena Wayne - III - Helena Bertinelli - Canário Negro - I - Dinah Drake Lance - II - Dinah Laurel Lance - Canário Branco - Cão Maravilha - Carolina a Feiticeira - Cara-de-Barro - Cão Raivoso - Capitão Cometa - Capitão Bumerangue (George Harkness) - Capitão Frio (Leonard Snart) - Capitão Marvel (Billy Batson) - Capitão Marvel Jr (Frederick Christopher) - Capitã Marvel (Mary Batson) - Capuz Vermelho (Jason Todd) - Cavaleiro Andante (Sir Justin) - Charada (Edward Nygma) - Chamas (DC Comics) - Chapeleiro Louco (Jervis Tetch) - China White (Chien Na Wuei) - Coelhinha - Canário Negro (Dinah Lance) - Conde Drácula - Conde Vertigo (Werner Zytle) - Contrato de Judas - Constantine Drakon - Copperhead - Coruja - Coringa - Cósmico - Crazy Quilt - Cristal - Criador de Bonecas (Barton Mathis) - Crocodilo (Waylon Jones) - Cupido (Carrie Cutler) - Cyborg (Victor Stone) |

## D
| - Darkseid - Destino (Jared Stevens) - Demônio vermelho (Edward Bloomberg) - Demônio azul (Daniel Cassid) - Devastadora (Rose Wilson) - Dr Manhattan - Dra. Death Laser - Doutora Luz - Doutor Luz - Doutor Domínio - Duas Caras (Harvey Dent) - Dusan Al Ghul |

## E
| - Edward Nygma (Charada) - Elektron (Ray Palmer) - El Diablo - Esmaga Átomo (Albert Rothstein) - Enguia Elétrica - Estelar (Koryander) - Estrela Vermelha - Etrigam (Jason blood) - Espantalho (Jonathan Crane) - Estilhaço - Exterminador (Slade Wilson) - Eddie Fyers |

## F
| - Fantasma - Felicity Smoak - Frankenstein - Felix Faustus - Filho Caído - Fish Mooney - Flash - Barry Allen (Terra-1,); - Jay Garrick/Joel Ciclone (Terra-2). - Flash Reverso Eobard Thawne - Flautista (Hartley Hathaway) - Flamebird - Fogo - Fúria - Foguete |

## G
| - Gizmo - Gelo - Geoforça - Guardiões do Universo - Guardião Verde - Guardião (Jim Harper) - Gladiador Dourado - Gavião Negro (Carter Hal) - General Wade Eilling - Godspeed - Gorila Grodd |

## H
| - Hall Jordan(Lanterna Verde) - Hotspot - Homem Animal - Homem-Brinquedo (Toyman) - Winslow Percival Schott - Jack Nimball - Hiro Okamura - Homem Calendário - Homem-Comum - Homem-Negativo - Homem-Robô - Homem-Saltitante - Homem-Hora - Homem-Borracha - Homem-Elástico - Homem-Morto - Homem-Sônico - Hancock - Harvey Bulock - Hipólita, mãe da Mulher Maravilha - Hector Hammond |

## I
| - Ícone - Impulso - Insecto - Incendiário (DC Comics) - Irmão-Sangue - Iris West |

## J
| - Jade - Janissária - Jay Garrick - Jayme Reyes - Jezebel Jet - Jim Gordon - Jinx - Joe West - John Blake - John Constantine - Johnny Quick - Johnny Trovoada |

## K
| - Kid Eternidade - Kid Demônio (Eddie Bloomberg), - Kid Liso - Kid Flash: - Waly West; - Bart Allen. - Kilowog - Kilowatt - Klarion, o Menino Bruxo - Katana (Tatsu Meyama) - KGBesta (Anatoli Knyazev) - Kylie Reiner (lanterna verde) |

## L
| - Lady Shiva (Sandra Woosan) - Laira, da Tropa dos Lanternas Verdes - Lara Lor-Van - Lana Lang - Lilith Clay - Lobo - Keith Giffen; - Roger Slifer - Lobo, Lobo de Estimação do Justiça Jovem - Lois Lane - Lanterna Verde - Alan Scott; - Hal Jordan; - Kyle Rayner; - Guy Gardner; - Abin Sur; - John Stewart; - Simon Baz; - Jessica Cruz; - Jong Li, e; - José Hernandez. - Lex Luthor - Liberty Belle - L-Ron - Lucius Fox |

## M
| - Madame Xanadu - Mago - Mago do Tempo - Martha Kent - Martha Wayne - Máscara Negra - Roman Sionis - Jeremiah Arkham - Mariposa Assassina - Manchester Black - Mumbo Jumbo - Mulher Maravilha (Diana Prince) - Mulher Zumbi - Mestre dos Esportes - Mera (DC Comics) - Metallo - Moça Maravilha - Donna Troy - Cassandra Sandsmark - Yara Flor - Monitor (Todos eles) - Mulher Gavião (Shayera Hol) - Moça Gavião (Xaiana Hol) - Moça de Saturno - Mordru - Mulher Gato (Selina Kyle) - Mulher Gavião - Mulher-Elástica - Mulher Maravilha - Marginal - Miss Marte (M'gann M'orzz) - Mutano (Garfield Mark Logan) - Multiplex - Mamute - Magia |

## N
| - Nuclear - Núbia - Névoa - Nevasca - Nemesis |

## O
| - O.M.A.C. - Onomatopeia - Onda Térmica - Ozymandias (Watchmen) |

## P
| - Pantera - Ted Grant - Yolanda Montez - Tom Bronson - Parallax - Pecado - Paradóxso - Páreo (clone do clone do Superman) - Patinadora Dourada - Pequeno Polegar - O Penumbra - Pistoleiro - Pinguim - Poderosa - Polegarzinha - Prismo - Precursora (Lyla Michaels) - Professor Zoom - Pedreira - Plastique |

## Q
| - Questão |

## R
| - Rachel Dawes - Ras al Ghul - Ravena - Rainha Mera - Raio Morto - Rei Cobra - Rei Quimico (Condo Arlik de Phlon) membro da Legião dos Super-Heróis - Rei Relógio - Ricardita - Richard White - Rising Sun - Robin - Robin Vermelho (Tim Drake) - Rosalie Rowan - Roleta - Rocket - Roy Harper |

## S
| - Savitar - Senhor Destino - Senhor Incível - Superman (Clark Kent) - Superman (Jon Kent) - Superboy (Conner Kent) - Supergirl (Kara Zor-El) - Superciborgue - Super Choque - SuperWoman (Terra 3) - Sunman - Soviete Supremo - Simon Stagg - Sinestro - Silêncio - See-More - Soldados H.I.V.E - Shado - Shazam - Ship - Spoiler) - Steve Trevor - Stuff, the Chinatown Kid - Solomon Grundy - Safira Estrela - Shawna Baez |

## T
| - Talia Al Ghul - Tempest - Terry Sloane - Terio Jon Kur - Thomas Wayne - Tim Drake (Robin Vermelho) - Thunderer - Tigre de Bronze - Tio Sam - Tomar Re - Tornado Vermelho - Tornado Vermelho (original) - Trapaceiro - Tubarão-Rei (Nanaue) - Tubarão Negro - Tweedledee e Tweedledum |

## U
| - Ultraman - Criado por Gardner Fox e Mike Sekowsky (assim como os outros membros de CSA). |

## V
| - Vandal Savage - Vagalume - Vibro - Vicky Vale - Victor Stone (Cyborg) - Victor Zsasz - Viga - Vigilante - O Violinista - Vixen - Vril Dox - Vulcão Vermelho - Vox (Mal Duncan) |

## W
| - Wally West (Kid flash) - Wotan |

## X
- Xs
- X Vermelho

## Y
- Yrso Splar

## Z
| - Zatanna - Zatara - Zachary - Zeta - Zoom - Zor-El - General Zod |